# Cobalt Qube

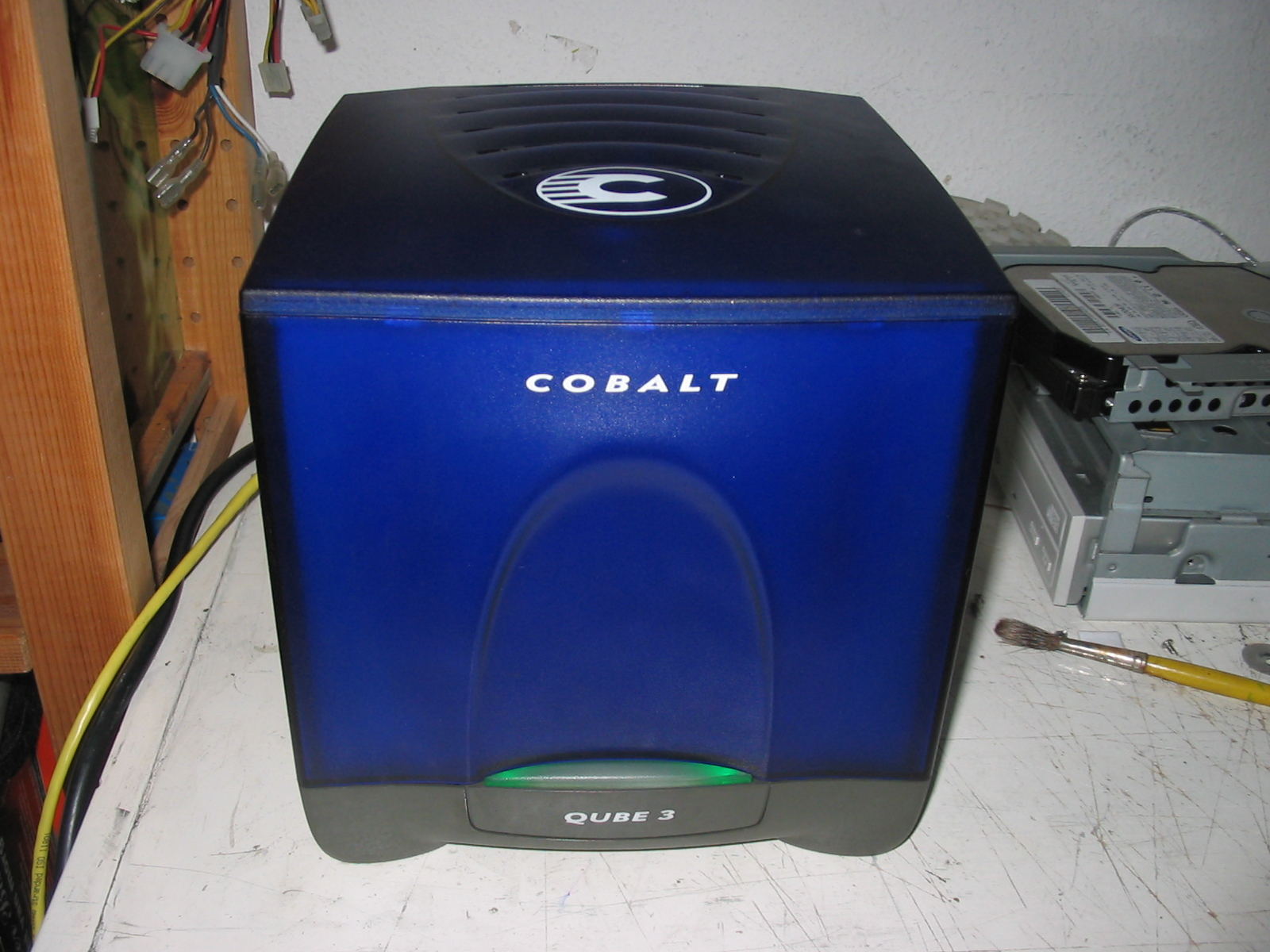
Cobalt Qube 3 前面

Cobalt Qube（コバルト・キューブ）はCobalt Networks（のちにサン・マイクロシステムズにより買収）により開発されたWebサーバとすることを目的としたサーバ・アプライアンス製品ラインであった。1998年から2002年まで販売され、Red Hat Linuxの派生版をOSとして採用し、サーバ管理用の独自のGUIを有していた。Qubeは当初、RM5230またはRM5231マイクロプロセッサを搭載していたが、後のモデルはAMD K6-2を採用した。NetBSDオペレーティングシステムがCobalt Qube及びRaQ向けに移植されている。

## モデル

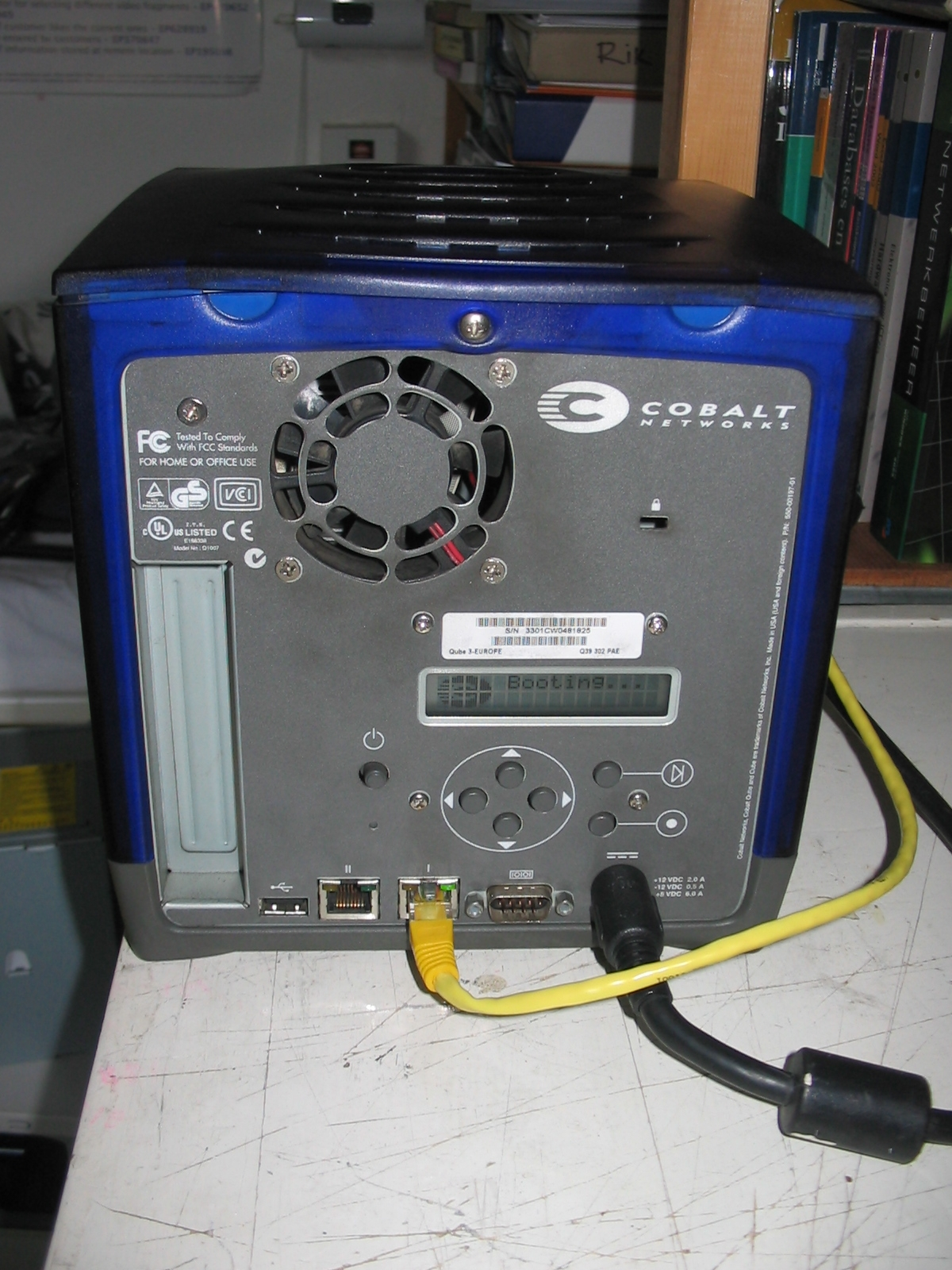
Qube 3 背面 このモデルにはSCSIポートが存在しない

Qube 2700は1998年に発表され、Cobalt Networksの最初の製品であった。Cobalt NetworksのCEOの一人であったマーク・オアが製品の色をコバルト・ブルーとすることを発案した。前面の緑のLEDはビル・スコットのアイデアであった。2700はバージョンナンバーではなく、コバルトの原子番号である27に由来していた。Qube 2700はRM5230マイクロプロセッサを搭載した。
次の製品は発売以前はQube 2800と呼ばれていたが、2000年に発売された際にはQube 2と呼ばれることになり、「2800」はシステムの種類を示すことになった。Qube 2はRM5231マイクロプロセッサを搭載した。
OEM契約に基づき、Qube 2はGateway Micro ServerとしてGatewayでも製造された。Gateway Micro Serverのケースはコバルト・ブルーではなく黒であった。
日本ではNTTドコモがOEM契約に基づき同社の携帯電話向けにカスタマイズしたQubeをMM-QUBEの名称で販売していた。
2002年に発表されたQube 3は300 MHzか450 MHzのAMD K6-2 CPUを搭載しており、Qube製品ラインの最終製品となった。
第4世代のQubeが開発されていたが、リリースされることはなかった。しかし、その後もいくつかのモデルがデータセンター向けのCobalt RaQ製品ラインとして発売された。